# Парламентские выборы в Сальвадоре (1954)
Парламентские выборы в Сальвадоре проходили в марте 1954 года. Как и на предыдущих выборах 1952 года Революционная партия демократической унификации вновь была единственная партия, участвовавшая в выборах и получила все места парламента, поскольку оппозиционная Партия обновлённого действия бойкотировала выборы, объявив их несправедливыми.

## Результаты
| Партия                                          | Голоса | %   | Места | +/- |
| ----------------------------------------------- | ------ | --- | ----- | --- |
| Революционная партия демократической унификации |        | 100 | 54    | 0   |
| Недействительных/пустых бюллетеней              |        | -   | -     | -   |
| Всего                                           |        | 100 | 54    | 0   |
| Источник: Nohlen                                |        |     |       |     |